# Liste der Monuments historiques in Saint-Marcel-en-Murat
Die Liste der Monuments historiques in Saint-Marcel-en-Murat führt die Monuments historiques in der französischen Gemeinde Saint-Marcel-en-Murat auf.

## Liste der Bauwerke
| Bezeichnung      | Beschreibung              | Standort | Kennzeichnung | Schutzstatus | Datum | Bild           |
| ---------------- | ------------------------- | -------- | ------------- | ------------ | ----- | -------------- |
| Kirche St-Marcel | Erbaut im 12. Jahrhundert | (Lage)   | PA00093278    | Classé       | 1963  | weitere Bilder |